# Bären-Bund
Der Bären-Bund gehört zu den mystischen Tieren. Dabei handelt es sich um eine Art der Medizinbünde der Irokesen-Indianer. 
Das Ritual des Bären-Bundes besteht aus 20 Liedern und einem Tanz. Die Zeremonie wird eröffnet, indem die Teilnehmer den Geistern der Bären Tabak anbieten. Die höchste Amtsträgerin der Gesellschaft ist eine Frau. Das Symbol der Mitgliedschaft ist ein schwarzer Streifen, der diagonal auf die rechte Wange gemalt wird. 
Das Ziel der Gesellschaft ist es, Krankheiten zu heilen, indem die Mitglieder tanzen und singen. Hauptsächlich Fieber und Rheuma sollen geheilt werden. Bei einer Heilzeremonie bläst die führende Frau auf den Kopf des Patienten.